# Хохлов-Симсон, Сергей
Сергей Хохлов-Симсон (эст. Sergei Hohlov-Simson; 22 апреля 1972, Пярну, Эстонская ССР) — эстонский футбольный защитник.

## Биография
Его двойная фамилия образовалась из его первоначальной (Хохлов) и фамилии жены (Симсон) в 1990-х; в эстонском футболе распространено мнение, что таким образом спортсмен продемонстрировал лояльность к титульной нации и, таким образом, получил возможность играть в сборной Эстонии, куда трудно попасть неэстонцу. Сам Хохлов-Симсон считает, что в спорте результаты имеют большее значение, чем национальность.

### Клубная карьера
В 1992 году начал карьеру в клубе «Флора», куда, по его словам, почти невозможно попасть, не будучи эстонцем. За два сезона были завоёваны «серебро» и «бронза» чемпионата страны. С сезона 1995/96 он выступал за «Тервис» — середняка чемпионата, в сезоне 1996/97 переименованного в «Лелле». С сезона 1997/98 по сезон 1999 года Хохлов-Симсон вновь играл за «Флору», с которой выиграл ещё два чемпионата и Кубок Эстонии, был капитаном команды.
В феврале 1999 года вместе с товарищем по «Флоре» Мареком Лемсалу был на просмотре в шведском АИК. В начале 2000 года футболист оказался в расположении «Хапоэля» из Кфар-Савы, но клуб элитного дивизиона Израиля был на грани превышения лимита на легионеров, поэтому игрок был отдан в аренду клубу Лиги Алеф (третий уровень лиг Израиля) — «Хапоэлю» из Тайбе до конца сезона 1999/00. Поиграв в сезоне 2000 года в чемпионате Эстонии за «Курессааре» и «Тулевик», игрок провёл сезон 2001 года в Первом дивизионе Норвегии за «Хам-Кам», финишировав с ним на третьем месте в лиге и проиграв плей-офф за выход в Типпелигу.
В сезоне 2002 года вернулся «доигрывать» в Эстонию, перейдя в «Левадию», где стал капитаном. В составе этого клуба он стал чемпионом Эстонии 2004 года, а также обладателем двух Кубков станы (2003/04 и 2004/05).

### В сборной
В составе сборной Эстонии Хохлов-Симсон дебютировал 15 июля 1992 года в матче Балтийского Кубка против Латвии. Последний матч провёл 16 февраля 2004 года против сборной Мальты на турнире Кубок Rothmans. Забил два гола: один в ворота сборной Беларуси в рамках отбора к чемпионату мира 1998 года, а другой — команде Шотландии в отборочном матче к Евро 2000, причём его же автогол привёл к поражению эстонцев со счётом 2:3. Всего сыграл в 58 матчах, был капитаном сборной.

### По завершении карьеры игрока
Работал в компании по недвижимости 1Partner, стал создателем и руководителем молодёжного клуба «Пирита», с 16 сентября 2008 года стал работать исполнительным (спортивным) директором «Левадии». После отставки Александра Пуштова в июле 2011 года вместе с Мареком Лемсалу также стал исполнять обязанности главного тренера, но, поскольку ни тот, ни другой не имели лицензии Pro, де-юре с конца сентября этот пост занимал Марко Кристал.

## Достижения

### Командные
Как игрока «Флоры»:
- Суперкубок Эстонии:
  - Победитель: 1998
- Чемпионат Эстонии:
  - Чемпион: 1993/94, 1997/98, 1998
  - Второе место: 1992/93
  - Третье место: 1999
- Кубок Эстонии:
  - Победитель: 1997/98

Как игрока «Левадии»:
- Чемпионат Эстонии:
  - Чемпион: 2004
  - Второе место: 2002, 2005
  - Третье место: 2003
- Кубок Эстонии:
  - Победитель: 2003/04, 2004/05
  - Финалист: 2001/02